# Osborn (Misuri)
Osborn es una de Estados Unidos ubicada en el condado de DeKalb en el estado estadounidense de Misuri. En el Censo de 2010 tenía una población de 423 habitantes y una densidad poblacional de 286,53 personas por km².

## Geografía
Osborn se encuentra ubicada en las coordenadas 39°45′00″N 94°21′25″O / 39.75000, -94.35694. Según la Oficina del Censo de los Estados Unidos, Osborn tiene una superficie total de 1.48 km², de la cual 1.48 km² corresponden a tierra firme y (0%) 0 km² es agua.

## Demografía
Según el censo de 2010, había 423 personas residiendo en Osborn. La densidad de población era de 286,53 hab./km². De los 423 habitantes, Osborn estaba compuesto por el 98.35% blancos, el 0% eran afroamericanos, el 0.71% eran amerindios, el 0% eran asiáticos, el 0% eran isleños del Pacífico, el 0.24% eran de otras razas y el 0.71% pertenecían a dos o más razas. Del total de la población el 1.18% eran hispanos o latinos de cualquier raza.